# یواس‌اس نانتاهالا (ای‌او-۶۰)
یواس‌اس نانتاهالا (ای‌او-۶۰) (به انگلیسی: USS Nantahala (AO-60)) یک کشتی بود که طول آن ۵۵۳ فوت (۱۶۹ متر) بود. این کشتی در سال ۱۹۴۴ ساخته شد.